# حمله سیبیل
حمله سیبیل، حمله ای است که در آن مهاجم با ایجاد تعداد زیادی از هویت‌های جعلی، سیستم شهرت یک سرویس شبکه را مختل می‌کند تا بتواند بدینوسیله در آن شبکه تأثیر گذاری نامطلوب داشته باشد. نام سیبیل از کتابی به همین نام برگرفته شده‌است، که مطالعه‌ای موردی راجع به زنی است که به اختلال تجزیه هویت دچار است. این نام در سال ۲۰۰۲ یا قبل از آن توسط برایان زیل در تحقیقات مایکروسافت پیشنهاد شده بود. اصطلاح «شبه جعلی» قبلاً توسط ال. دتویلر در لیست پستی سایبرپانک ابداع شده و در ادبیات مربوط به سیستم‌های همتا به همتا برای همین دسته از حملات قبل از سال ۲۰۰۲ بکار برده شده بود، اما این اصطلاح هیچگاه به اندازه اصطلاح «حمله سیبیل» متداول نشد. حملات سیبیل همچنین حملات عروسک خیمه شب بازی نیز نامیده می‌شوند.

## شرح
حمله سیبیل در امنیت رایانه‌ای حمله‌ای است که در آن سیستم شهرت با ایجاد شناسه‌های متعدد مختل می‌شود. آسیب‌پذیری سیستم شهرت در برابر حمله سیبیل بستگی به فاکتورهای متعددی دارد: میزان ارزان بودن تولید شناسه، نرخ پذیرفته شدن اشخاصی که فاقد زنجیره اعتماد متصل به یک نهاد قابل اعتماد هستند و اینکه آیا سیستم شهرت با همه موجودیت‌هایش یکسان رفتار می‌کند یا خیر. شواهد نشان می‌دهد که حملات سییبل در مقیاس بزرگ می‌توانند به شیوه‌ای بسیار ارزان و کارآمد در سیستم‌های واقعی مانند BitTorrent Mainline DHT انجام شوند.
یک موجودیت در شبکه همتا به همتا یک قطعه نرم‌افزاری است که به منابع محلی دسترسی دارد. در یک شبکه همتا به همتا هر موجودیت خود را با ارائه یک شناسه، به سایرین معرفی می‌کند. هر موجودیت می‌تواند بیش از یک شناسه داشته باشد. به عبارت دیگر، نگاشت شناسه‌ها به موجودیت‌ها چند به یک است. موجودیت‌های شبکه‌های همتا به همتا از شناسه‌های متعدد به منظور فراوانی، اشتراک منابع، قابلیت اطمینان و جامعیت استفاده می‌کنند. در شبکه‌های همتا به همتا، از شناسه به عنوان یک انتزاع استفاده می‌شود تا به این وسیله یک موجودیت راه دور بدون اینکه لزوماً از ارتباط شناسه‌ها با موجودیت‌های محلی آگاه باشد، بتواند از سایر شناسه‌ها آگاه شود. به‌طور پیش‌فرض، معمولاً فرض می‌شود که هر شناسه مشخص با یک موجودیت محلی متمایز مطابقت دارد. در واقعیت، بسیاری از شناسه‌ها ممکن است متعلق به یک موجودیت محلی یکسان باشند.
یک خرابکار ممکن است شناسه‌های مختلفی را در یک شبکه همتا به همتا ارائه دهد تا بتواند به عنوان چندین گره مجزا ظاهر شود و عمل کند؛ بنابراین ممکن است خرابکار بتواند سطح نامتناسبی از کنترل بر شبکه، به عنوان مثال در تأثیر گذاری بر نتایج رای‌گیری، را به‌دست آورد.
در زمینه جوامع آنلاین (انسانی)، چنین شناسه‌های گوناگونی بعضاً به عنوان عروسک خیمه شب بازی شناخته می‌شوند.

## مثال
یک حمله قابل توجه سیبیل (همراه با حمله تأیید ترافیک) علیه شبکه ناشناس سازی تور به مدت چند ماه در سال ۲۰۱۴ توسط عاملان ناشناس انجام شد.

## جلوگیری
می‌توان از تکنیک‌های اعتبار سنجی برای جلوگیری از حملات سیبیل استفاده کرد و موجودیت‌های متخاصم را از بین برد. یک موجودیت محلی ممکن است یک شناسه از راه دور مبتنی بر یک مرجع مرکزی را بپذیرد که ارتباط یک به یک بین یک شناسه و یک موجودیت را تضمین می‌کند و حتی ممکن است امکان جستجوی معکوس را فراهم سازد. یک شناسه ممکن است به‌طور مستقیم یا غیرمستقیم تأیید شود. در اعتبارسنجی مستقیم، موجودیت محلی برای تأیید شناسه‌های راه دور از مرجع مرکزی پرسش می‌کند. در اعتبارسنجی غیرمستقیم، موجودیت محلی به شناسه‌های قبلاً پذیرفته شده اعتماد می‌کند که آنها نیز به نوبه خود اعتبار شناسه از راه دور مورد نظر را تضمین می‌کنند.
تکنیک‌های اعتبار سنجی مبتنی بر شناسه، به‌طور کلی مسئولیت‌پذیری را به بهای قربانی کردن ناشناسی تأمین می‌کنند، که می‌تواند یک موازنه نامطلوب به ویژه برای تالارهای آنلاین باشد که مایل به حذف امکان سانسور و فراهم کردن امکان تبادل اطلاعات رایگان و بحث آزاد دربارهٔ موضوعات حساس هستند. یک مرجع اعتبار سنجی می‌تواند با امتناع از انجام جستجوی معکوس، سعی کند ناشناس بودن کاربران را حفظ کند، اما این رویکرد باعث می‌شود تا مرجع اعتبار سنجی به هدف اصلی حمله تبدیل شود. از طرف دیگر، مرجع می‌تواند از مکانیسم‌های دیگری غیر از آگاهی از هویت واقعی کاربر - مانند تأیید حضور جسمی یک شخص ناشناس در مکان و زمان خاص - برای اجرای مکاتبات یک به یک بین شناسه آنلاین و کاربران واقعی استفاده کند. .
تکنیک‌های جلوگیری از سیبیل مبتنی بر ویژگی‌های اتصال گراف‌های اجتماعی همچنین می‌تواند میزان خسارت‌هایی را که می‌تواند توسط یک مهاجم سیبیل در عین حفظ ناشناس بودن ایجاد کند، محدود کند، اگرچه این تکنیک‌ها نمی‌توانند به‌طور کامل از حملات سیبیل جلوگیری کنند و ممکن است در مقابل حملات گسترده سیبیل‌های کم حجم آسیب‌پذیر باشند. نمونه‌هایی از این تکنیک‌ها شامل سیبیل گارد و معیار اعتماد آدوگاتو و همچنین معیار مبتنی بر کمبود برای شناسایی خوشه‌های سیبیل در یک سیستم شهرت توزیع شده نقطه به نقطه هستند.
از طرف دیگر، می‌توان از اثبات کار برای بالا بردن هزینه حملات سیبیل استفاده کرد.
در پیاده‌سازی پروژه اینترنت مخفیI2P از نوع تغییر یافتهٔ کادملیا استفاده شده‌آست تا آسیب‌پذیری‌های کادملیا را از جمله در برابر حملات سیبیل از بین ببرد.